# Thomas de Mowbray, 1. vévoda z Norfolku
Thomas de Mowbray (22. března 1366, Epworth – 22. září 1399, Benátky) byl anglický šlechtic a 1. vévoda z Norfolku.

## Život
Narodil se 22. března 1366 jako syn Johna Mowbraye, 4. barona Mowbray a Elizabeth Segrave, dcery a dědičky Thomase, 1. hraběte z Norfolku. Pravděpodobně byl pojmenován po svatém Tomáši Becketovi, kterého jeho matka velmi ctila. Dědicem jeho otce byl jeho bratr John de Mowbray. Jejich otec zemřel roku 1368. Opatrovnicí obou bratrů se stala jejich prateta baronka Blanka z Lancasteru.
Roku 1377 se jeho starší bratr John stal hrabětem z Nottinghamu, který však zemřel roku 1383. Titul byl převeden na Thomase.
Jeho původ mu zajistil místo na královském dvoře. Král Richard II. a Thomas byli pravděpodobně přátelé z dětství. Od roku 1382 byl královým oblíbencem. Tohoto roku bylo uděleno právo lovu v určitých královských lesích a byl pasován na rytíře.
Dne 20. února 1383 se oženil s Elizabeth le Strange, která však 23. srpna zemřela. Stejného roku se stal členem Podvazkového řádu. Král mu také poskytl komnaty v královských palácích Eltham a Kings Langley. Stejného roku doprovázel krále na cestách po Východní Anglii. Thomasova blízkost ke králi vyvolala odpor jeho strýce vévody Jana z Gentu. Ten spolu s Robertem de Vere, 9. hrabětem z Oxfordu a Williamem Montagu, 2. hrabětem ze Salisbury obvinil Thomase ze spiknutí proti králi Richardovi. Thomas se rozhodl svého strýce zabít. Jan byl však varován a uprchl.
Během invaze do Skotska byl 30. června 1385 jmenován anglickým maršálem. Vedl 99 zbrojnošů a 150 lučištníků. Během tohoto období vztah s králem ochladl.
Méně než rok po smrti manželky se oženil s Lady Elizabeth Fitzalan, s dcerou Richarda Fitzalana, 4. hraběte z Arundelu. Král Richard viděl Arundel jako posílení Thomasovy pozice proti němu. Svatba proběhla bez souhlasu krále, proto Richard načas zabavil Thomasův majetek. U dvora byl čím dál tím více opomíjen.
Roku 1394 se s králem účastník tažení do Irska. Thomas obsadil Carlow, který získal do svého držení. Vedl také několik nájezdu proti leinsterskému králi Art Óg Mac Murchadha Caomhánachovi. Vypálil mnoho vesnic, zabil mnoho lidí a zabavil kolem 8000 kusů dobytka. Přešel také pohoří Blackstairs, kam běžný Angličan nezavítal. Nakonec docílil, aby se Murchadha Caomhánach podřídil Richardovi.
Po návratu se téměř okamžitě zapojil se svými spolubojovníky z irského tažení, Williamem Scrope, 1. hrabětem z Wiltshire a Edmundem z Langley, hrabětem z Rutlandu, do jednání o Richardově navrhovaném sňatku s Izabelou z Valois, dcerou krále Karla VI. Francouzského. Podnikl mnoho cest do Francie, nakonec jednání uzavřel v březnu 1396.
Roku 1397 se stal pánem Gŵyru a byl mu udělen titul vévody z Norfolku.
V noci z 10. na 11. července 1397 byl zatčen Thomas z Woodstocku, vévoda z Gloucesteru, který byl pod jeho vedením zavražděn.
Koncem roku 1397 se dostal do sporu s Henry Bolingbrokem, vévodou Herefordu. Plánovali boj, ale místo boje byli oba vyhoštěni. Thomas byl vyhoštěn na doživotí a Henry na deset let. Král Richard dál Thomasovi na výběr, mohl se vydat na pouť do Jeruzaléma, Německa, Čech a Uherska.
Rozhodl se pro odchod do Benátek. Zde zemřel 22. září 1399 na mor. Pohřben byl v bazilice svatého Marka.

## Manželství a potomci
Dne 20. února 1383 se oženil s Lady Elizabeth le Strange, dcerou Johna le Strange, 5. barona Strange, která zemřela o několik měsíců později. Neměli spolu žádné děti.
Druhou manželkou byla Lady Elizabeth Fitzalan, dcera Richarda Fitzalana, 4. hraběte z Arundelu. S Elizabeth měl pět dětí:
- Thomas de Mowbray (úmrtí 1405) ⚭ Constance Holland
- John Mowbray (úmrtí 1432) ⚭ Katherine Neville
- Elisabeth Mowbray ⚭ Michael de la Pole, 3. hrabě ze Suffolku
- Margaret Mowbray
  - ⚭ Robert Howard
  - ⚭ John Grey
- Isabella Mowbray
  - ⚭ Henry Ferrers
  - ⚭ James Berkeley, 1. baron Berkeley